# The Hush Sound
The Hush Sound är ett amerikanskt indieband från DuPage County, Illinois, bildat 2004. The Hush Sound's nuvarande fyra medlemmar är Greta Salpeter (sång, piano), Bob Morris (sång, gitarr), Chris Faller (bas, kör) och Darren Wilson (trummor, kör).

## Diskografi
Studioalbum
- 2005 – So Sudden
- 2006 – Like Vines
- 2008 – Goodbye Blues

EP
- 2008 - Daytrotter Session[1]

Singlar
- 2005 - Crawling Towards the Sun
- 2006 - We Intertwined
- 2006 - Wine Red
- 2008 - Honey
- 2008 - Medicine Man
- 2013 - Forty Five[2]